# Монаков, Сергей Фирсович
Серге́й Фи́рсович Мона́ков (1897, Санкт-Петербург — 1939, Москва) — деятель ГПУ/НКВД СССР, капитан государственной безопасности. Нарком внутренних дел Туркменской ССР. Депутат Верховного Совета Туркменской ССР I созыва. Входил в состав особой тройки НКВД СССР, внесудебного и, следовательно, не правосудного органа уголовного преследования. Расстрелян в 1939 году. Не реабилитирован.

## Биография
Родился в 1897 году в Санкт-Петербурге в семье резчика по камню. Закончив в 1916 году торговую школу, был призван в Русскую армию, где служил до 1918 года.. В 1917 году обучался в школе прапорщиков. В 1918—1921 годах служил в РККА. Состоял в РКП(б) с февраля 1919 года.
С 1921 года в органах ВЧК−ОГПУ−НКВД.
- 1921—1926 годы — уполномоченный и начальник Информационного отдела отделения окружного транспортного отдела ЧК Северо-Западной железной дороги (Петроград), начальник информационного отделения, уполномоченный и старший уполномоченный отделения окружного транспортного отдела ЧК — окружного транспортного отдела ОГПУ (Ленинград), райуполномоченный окружного транспортного отдела ОГПУ по Варшавскому участку.
- 1926 год — слушатель Центральных курсов Транспортного отдела ОГПУ СССР в Москве.
- 1926—1930 годы — уполномоченный, старший уполномоченный окружного транспортного отдела ОГПУ в Ленинграде.
- 1930—1934 годы — начальник 4-го отделения, помощник начальника Ленинградского окружного транспортного отдела ОГПУ.
- 1934—1936 годы — начальник Дорожно-транспортного отдела ОГПУ Восточно-Сибирской железной дороги, начальник Дорожно-транспортного отдела ГУГБ НКВД Восточно-Сибирской железной дороги, начальник Транспортного отдела УГБ УНКВД Восточно-Сибирского края.
- 1936—1937 годы — начальник Транспортного отдела — 6-го отдела УГБ УНКВД Курской области.
- 1937 год — начальник Дорожно-транспортного отдела ГУГБ НКВД Ашхабадской железной дороги.
- 1938 год — нарком внутренних дел Туркменской ССР. Этот период отмечен вхождением в состав особой тройки, созданной по приказу НКВД СССР от 30.07.1937 № 00447[2] и активным участием в сталинских репрессиях[3].

## Завершающий этап
Арестован 10 сентября 1938 года. Обвинён в «участии в контрреволюционной террористической организации правых в органах НКВД». Внесен в список Л. П. Берии — А. Я. Вышинского от 15.2.1939 г. по 1-й категории. 22 февраля 1939 года приговорён Военной коллегией Верховного суда СССР к расстрелу. Расстрелян в ночь на 23 февраля 1939 года вместе с рядом ответственных сотрудников республиканских и региональных управлений НКВД СССР (Б. Д. Берман, Д. З. Апресян, А. М. Розанов, Н. Д. Шаров, А. Р. Стромин, И. А. Жабрев и др.). Место захоронения- «могила невостребованных прахов» № 1 крематория Донского кладбища. В 1999 году Монакову в реабилитации было отказано.

## Награды
- 17.09.1933 — Знак «Почётный сотрудник ВЧК-ГПУ».
- 19.12.1937 — Орден Красной Звезды